# Placide Cappeau
Placide Cappeau, född 1808 i Roquemaure (Gard) och död 1877, var en fransk sångtextförfattare och vinhandlare. Han skrev texten till julsången "O helga natt" (på franska "Minuit, Chretiens") ca 1843. Dikten väver samman det kristna budskapet med franska revolutionens ideal frihet, jämlikhet och broderskap.